# Noel Pix

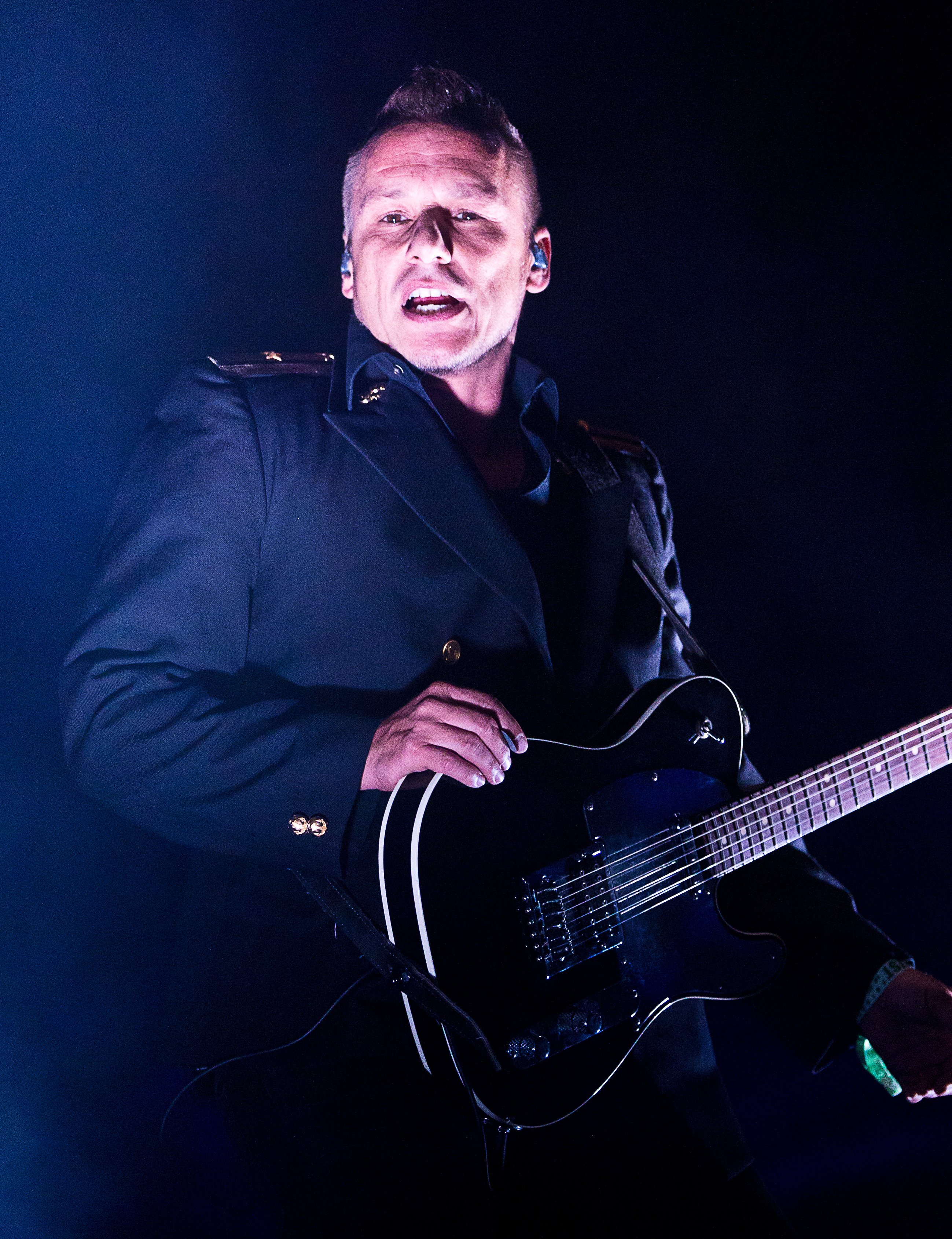
Noel Pix (2015)

Jochen Seibert (* 25. März 1971 in München), besser bekannt als Noel Pix, ist ein deutscher Rock- und House-Musiker. Größere Bekanntheit erlangte er als Leadgitarrist der Band Eisbrecher, für die er auch sämtliche Instrumente auf den Studioalben einspielt. Zuvor war er Keyboarder der Band Megaherz.
Pix veröffentlichte seine House-Tracks unter dem Pseudonym Housemaster Kinky J. Er singt außerdem viele Intros von Anime-Serien wie z. B. Pokémon, Digimon oder Dragon Ball Z. Sein erfolgreichster Song ist das zweite Pokemon-Intro Pokémon Welt, das sich in Deutschland, Österreich und der Schweiz mehrere Wochen in den Charts halten konnte.

## Diskografie

### Solo
Singles
- 1996: Kinky, Freaky, Funky (als „Housemaster Kinky J“)
- 1999: Chicci Chicci (als „Noel Pix“)
- 2000: Pokémon Welt (als „Noel Pix“)

Produktionen
- 2025: Sotiria feat. Peter Heppner – Weiß wie Schnee (Album: Meine Liebe ist Gift)

Remixe
- 2018: Peter Heppner – Just One Word (PixTom Mix) (mit Thomas Lesczenski; Album: TanzZwang)

Weitere Veröffentlichungen
- Toggo United – Fussball-Hymnen für die Weltmeister von morgen (u. a. mit Andy Knote, Petra Scheeser und Bonfire als „Toggo United Allstars“)
- Anime Hits (Sampler Serie)

### Soundtracks
- Beyblade V-Force
- Dragon Ball Z Vol.1
- Dragonball Z Vol. 2
- Detektiv Conan
- Pokémon – Schnapp' sie dir alle!
- Pokémon 2 – Die Macht des Einzelnen
- Pokémon 3 – Der Ultimative Soundtrack
- Pretty Cure
- Monster Rancher
- Digimon – Digital Monsters
- Digimon – Digital Monsters Vol. 2
- Digimon – Digital Monsters Vol. 3
- Digimon – Digital Monsters Season 4
- One Piece
- Yu-Gi-Oh!

### Bandbeteiligungen
Eisbrecher
Megaherz
- 1997: Wer bist du? – Titel 5 und 14
- 1998: Kopfschuss – Gitarre, Keyboard und Programmierung
- 2000: Himmelfahrt – Gitarre, Keyboard und Programmierung
- 2001: Querschnitt – Alle Titel außer 2, 4, 14, 16
- 2009: Totgesagte leben länger – Titel 2, 3, 8, 9, 12

## Auszeichnungen
- 3× Gold für „Pokémon – Schnapp' sie Dir alle!“ (Soundtrack)[4]
- Gold für „Digimon“ (Soundtrack)[5]
- Goldene Schallplatte für "Dragonball Z" (Soundtrack)[6]